# ISO 6709
La norma ISO 6709 Representación estándar de ubicaciones de punto geográfico mediante coordenadas es el estándar internacional para la representación de latitud, longitud y altitud para ubicaciones de punto geográfico.

### Estándares
- Entrada de catálogo para ISO 6709:2008
- Borrador final de ISO 6709:2008
- Perfil por W3C GeoXG

- Datos: Q3084724